# NGC 5688
NGC 5688 este o galaxie spirală situată în constelația Lupul. A fost descoperită în 1 iunie 1834 de către John Herschel. Se află la o distanță de 38,19 de megaparseci de Pământ.